# ليزا ماري فارون

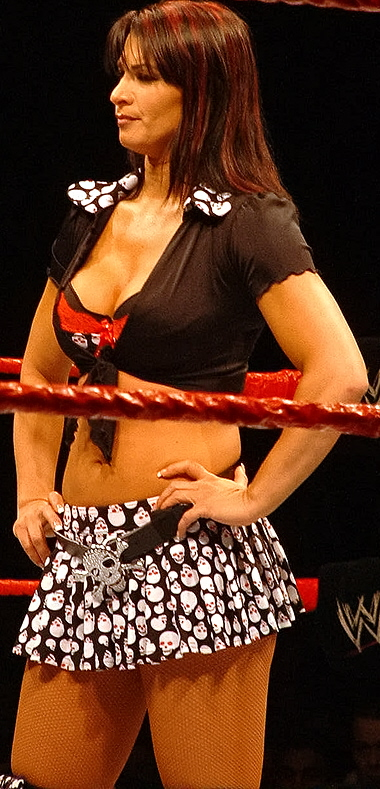
ليزا ماري فارون

فكتوريا واسمها الحقيقي ليزا ماري فارون Lisa Marie Varon ولدت في 10 فبراير 1971 ديفا في اتحاد الدبليو دبليو أي وكناكاوتس في التي ان أي دخلت فكتوريا الاتحاد عام 2002 بشخصية مصاصة الدماء الشرسة والمتوحشة وكانت أول مبارات لها ضد تريش ستارتس والحكم جاكيولين وفازت ترش.حصلت فكتوريا علا لقب السيدات في نفس العام المصادف دخولها الاتحاد بعد فوزها علا تريش ستارتس في مبارات الهاردكوررولز ثم ايستعادته تريش بعد اسابيع ثم اخذته فكتوريا من مولي هولي في عام 2004 وبعد ذلك تغيرت شخصيتها إلى الشخصية الراقصة المحبوبة وفي 2009 اخر مبارات لها ضد ميشيل مكول
فكتوريا عملت عارضة وفتات مجلات بطلة في الجمناستك الرقص والمهارات البدنية ودخلت عالم المصارعة في اتحاد الUPW ثم الmcw ثم الwwe والtna باسم تاراtara واغنية الدخول التي لها اسمها broken انجازاتها 2بطلة النساء في الwwe وبطلة الكناكاوتس في الtna.

## روابط خارجية
- ليزا ماري فارون على موقع IMDb (الإنجليزية)
- ليزا ماري فارون على موقع قاعدة بيانات الفيلم (الإنجليزية)
- ليزا ماري فارون على موقع دبليو دبليو إي (الإنجليزية)
- ليزا ماري فارون على موقع WrestlingData.com (الإنجليزية)
- ليزا ماري فارون على موقع CageMatch worker (الإنجليزية)
- ليزا ماري فارون على موقع قاعدة بيانات المصارعة على الإنترنت (الإنجليزية)
- ليزا ماري فارون على موقع قاعدة بيانات المصارعة على الإنترنت (الإنجليزية)
- ليزا ماري فارون على موقع عالم المصارعة على الإنترنت (الإنجليزية)
- ليزا ماري فارون على موقع عالم المصارعة على الإنترنت (الإنجليزية)